# Rauenberg
Rauenberg település Németországban, azon belül Baden-Württembergben. Lakosainak száma 8727 fő (2023. december 31.).

## Népesség
A település népessége az elmúlt években az alábbi módon változott:
| Lakosok száma | 4910 | 5370 | 6003 | 5905 | 6018 | 6589 | 7265 | 7547 | 8349 | 8727 |
|               | 1961 | 1967 | 1974 | 1980 | 1987 | 1993 | 2000 | 2006 | 2013 | 2023 |